# Evans Products Company
E.S.Evans & Company en 1919, Evans Auto Loading Company en 1927, plus tard, Evans Products Company, est une société américaine fondée par l'industriel de Détroit, Edward S. Evans. Elle a été dissoute en novembre 1986. C'était au XXe siècle l'une des sociétés les plus prospères des États-Unis,.
Evans Products est connue pour avoir produit le premier mobilier de Ray et Charles Eames jusqu'en 1949. Pendant la guerre, Charles Eames et John Entenza ont fondé une société qui a été incorporée par Evans Products en tant que Molded Plywood Division, pour produire des fournitures en contreplaqué moulé pour l'armée.
La société d'Evans s'établit premièrement dans le domaine unique du conditionnement, de l'emballage et du chargement des automobiles pour expédition. Dès 1915, l'« Evans Block », (une cale, en anglais : chock block) qui permet le transport ferroviaire sécurisé des automobiles, fait connaître Evans chez les constructeurs automobiles de Détroit. L'entreprise développe par la suite d'autres systèmes spécialisés,et des wagons spécialisés dans le même but.
Evans Products au lendemain de la Première Guerre mondiale achète de vastes étendues de forêt dans l'Oregon afin d'assurer la disponibilité en matière première pour la production de composants en bois supplémentaires pour l'industrie automobile. Ce qui l'amène là une diversification importante de ses activités vers les produits en bois.
Evans Products adoptera par la suite un modèle d'intégration verticale, développant ses propres produits dans ses usines, qui pouvaient être distribués par ses propres services de fret, plus tard vendus par ses propres magasins spécialisés, se frottant éventuellement aux lois anti-trust. En 1968 par exemple Evans Products sera un important producteur et distributeur de contreplaqué et d'autres matériaux de construction, dont une partie importante se déplaçait par chemin de fer,,. Evans Products pouvait aussi rapidement acquérir des compétences par incorporation d'autres sociétés.
Un autre produit concourra au succès d'Evans Products, les séparateurs de batterie qui seront vendus par centaines de millions pendant la Seconde Guerre mondiale,. La société d'Evans par la suite développera des activités importantes autour du bois et aussi de l'acier. Forte de son expérience dans la fabrication de matériel ferroviaire elle fabriquera dès 1935 des véhicules qui pouvaient aussi bien rouler sur les rails que sur routes ; l'Evans Auto-Railer,.
Cotée à la Bourse de New-York, Evans Products était dans les années 1950, 1960 et 1970, parmi les 500 plus grosses compagnies industrielles des États-Unis,,.

## Logistique ferroviaire automobile

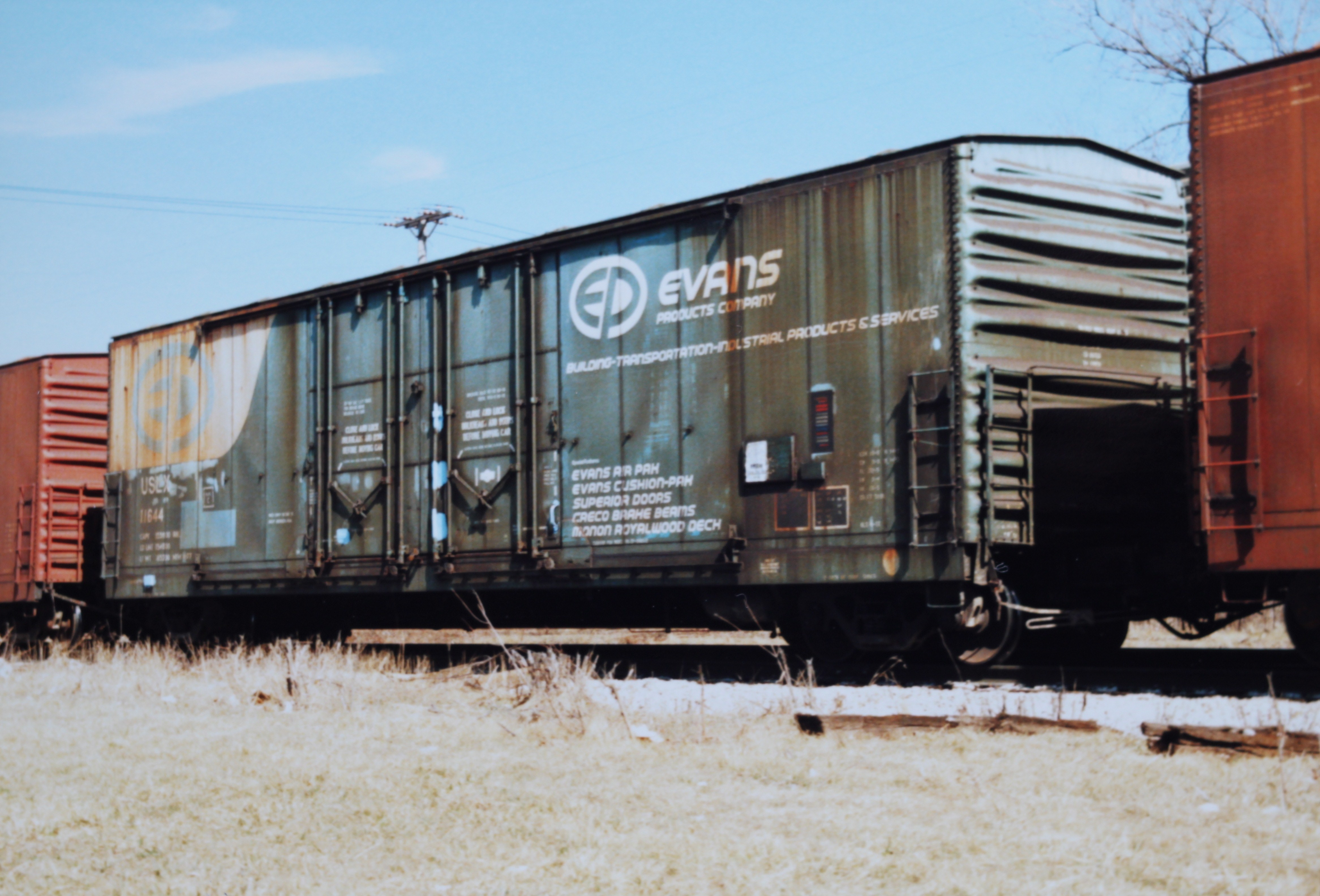
Boxcar, Evans Products

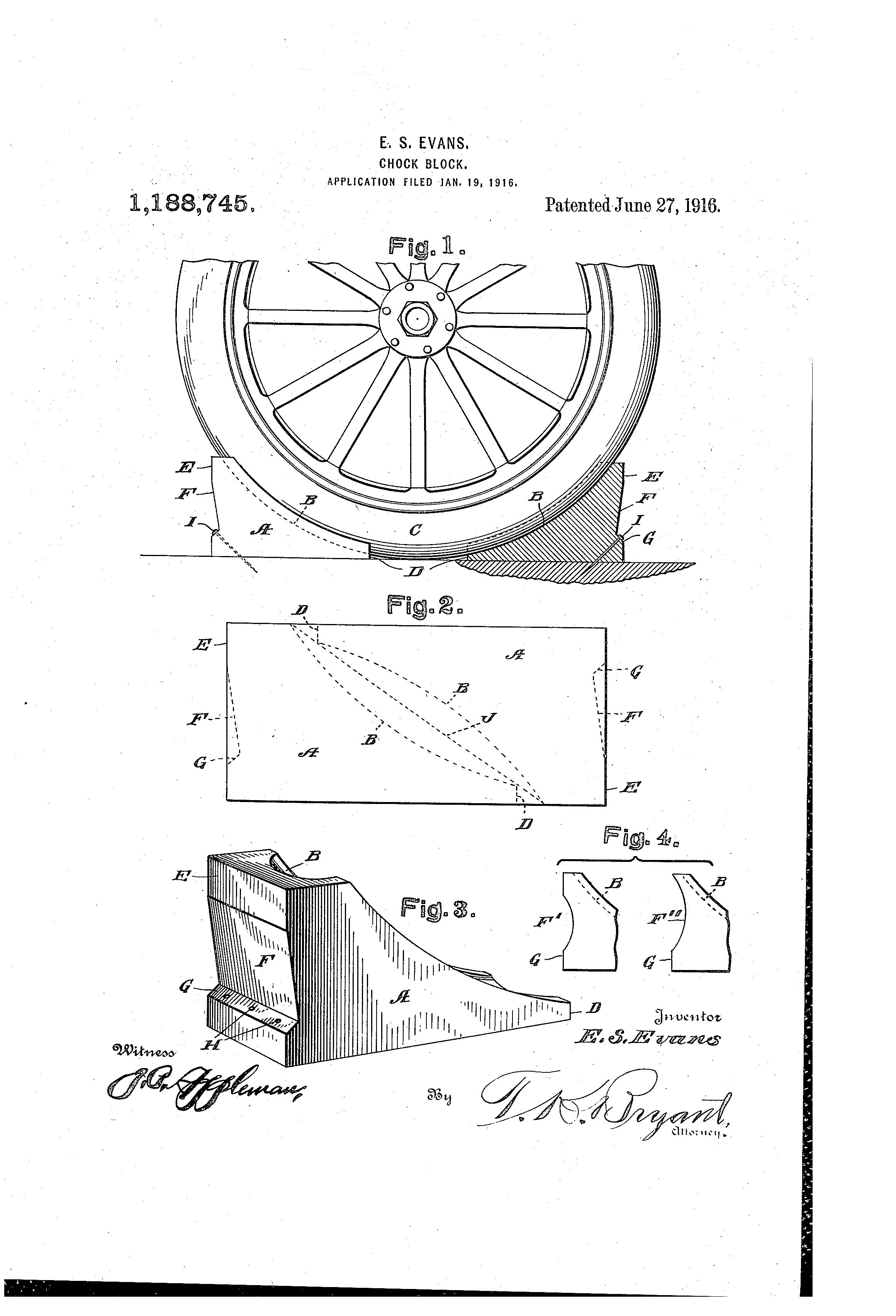
Chock-block. Edward S Evans. 1913.

Employé par la Florida Woodenware Company à Palatka, Edward S. Evans se rend dans les années 1910 à Détroit, dans le Michigan, pour intéresser les constructeurs automobiles à une cale de roue en bois dur, qui permet le maintien des automobiles stables lorsqu'elles sont chargées dans des wagons couverts pour expédition. Il détermine à cette époque, qu'il existe 1 500 constructeurs automobiles et au moins 18 façons différentes de bloquer leurs produits dans les wagons de marchandises. Il se donne pour mission de découvrir pourquoi ses blocs pourraient être meilleurs que d'autres et ce qu'ils pourraient offrir pour améliorer les méthodes alors en usage. Il loue donc une locomotive de triage et des wagons plats, et pendant 30 jours fait monter et descendre les voies aux véhicules (dont une vieille Rambler), il met en scène des collisions, arrondissant des virages, attelant et désattelant des voitures, étudiant les contraintes, les déformations et les effets généraux. Armé de ces données, Evans apporte des améliorations à la forme du bloc, et brevète le « Evans Block » en 1915, et commence à développer d'autres dispositifs et méthodes de contreventement; pour protéger les automobiles et autres véhicules en transit. En conséquence, il s'établit de manière durable dans le domaine unique du conditionnement, de l'emballage et du chargement des automobiles pour expédition, et devient bien connu des constructeurs automobiles,.
En 1918, Evans entre dans le Quartermasters Corp en tant que capitaine et, pendant le reste de la Première Guerre mondiale, est chargé de la mise en caisse et du chargement des automobiles et des camions de l'armée ; pour expédition outre-Atlantique. Au cours de cette période, il prépare un manuel: Rules for loading automobiles, trucks and trailers, qui est ensuite adopté par l'armée et plus tard par l'American Railway Association comme pratique standard pour le chargement des véhicules. Evans est ensuite retourné à Détroit pour créer la E. S. Evans company en 1919, qui est devenu la Evans Auto Loading Company en 1925, Michigan; qui est devenu plus tard la Evans Products Company en 1931,,.
Evans développe en 1932 un chargeur de voiture (Evans Auto Loader) à deux étages entièrement métallique pour les wagons fermés, et l'Evans Utility Loader (des traverses ajustables dans les wagons) qui permettent d'augmenter la capacité de chargement des wagons à hauteur de cinq tonnes en plus de sécuriser les marchandises,,.
La façon dont les automobiles finies étaient conditionnées pour le transport a évolué au fil du temps. Dans les années 1910, lorsque les carrosseries et les châssis étaient simples, les voitures étaient souvent expédiées démontées. Ford a été pionnière de la méthode. À la fin des années 1920 et au début des années 1930, alors que la conception automobile évoluait vers des carrosseries fermées, la carrosserie ne pouvait plus être facilement retirée ; les automobiles ont été expédiés entièrement assemblées ; cela signifiait que les wagons couverts pour automobiles ne pouvaient désormais contenir que deux véhicules finis, contre trois ou quatre automobiles démontées. Dans le même temps, les camions semi-remorques, ainsi que la multiplication des usines d'assemblage a réduit la part des chemins de fer dans le trafic automobile fini. Les chemins de fer transportaient 55 % des automobiles en 1930, contre 70 % au début des années 1920. L'innovation qui a ralenti le mouvement vers les camions a été l'Evans Auto Loader, développé en 1932 par Evans Product, qui superposait les voitures par deux. De cette manière quatre automobiles pouvaient entrer dans un wagon fermé. Le transport en wagons fermés équipés de racks restera la méthode standard de transport de voitures jusque dans les années 1950. En 1950, 20 % du trafic de voiture se faisait en wagons fermés équipés de racks, ramenés à 8 % en 1958. Le transport ferroviaire était devenu largement minoritaire lorsque les wagons ouverts à rack multi-niveaux ont inversé cette tendance (Autorack), Evans Products était toujours dans la course,,.
Du vivant de E.S. Evans, jusqu'en 1945, en éliminant 98 % des dommages en transit, les dispositifs d'Evans Products feront tomber les coûts d'indemnisations pour dommages de 5 $ par automobile à 8 cents, tous bénéfices pour les chemins de fer, l'industrie automobile, les réceptionnaires de fret et les expéditeurs. Au cours des 25 premières années de Evans Products, jusqu'en 1941, le magazine Forbes rapporte une économie environ un demi-milliard de dollars,. Evans Products restera un acteur important du chemin de fer, bien qu'en 1968, les opérations ferroviaires ne réaliseront plus que 7 % de son chiffre d'affaires. Dans les années 1970 Evans Products sera aux États-Unis le cinquième plus grand bailleur de wagons.
Evans Products dans les années 1930 aussi se diversifie dans les appareils de chargement, les équipements de chauffage d'habitation et les produits en bois et en métal pour le transport. En 1950, 90 % des bus scolaires des États-Unis étaient équipés de systèmes de chauffage produits par Evans. Dans les années 1920, l'entreprise était aussi un fournisseur de l'industrie aéronautique.
En 1941, le chiffre d'affaires de Evans Products atteignit 10 000 000 $.

## Diversification dans les produits en bois
Après la Première Guerre mondiale, Evans Products avait acheté de vastes étendues de forêt dans l'Oregon afin d'assurer la disponibilité de la matière première pour la production de composants en bois supplémentaires pour l'industrie automobile,. Ce qui l'amène a se diversifier dans les produits bois. Evans Products exploite ses propres usines à Détroit, Plymouth et Howard City, Michigan ; Marshfield, Oregon ; Jackson et Meridian, Mississipi ; York, Alabama et South Bend, Indiana. De 1928 à 1962 l'usine de produit bois la plus grande, la plus innovante de Evans Products est située à Coos Bay en Oregon. En 1940, Evans possèdera aussi ce qui était alors la plus grande usine de contreplaqué au monde à Lebanon (Oregon),.
L'implication d'Evans dans l'industrie automobile l'a amené à produire un autre produit pour l'automobile : les séparateurs de batterie. Le personnel de recherche et développement d'Evans avait découvert que le Cyprès de Lawson (Port Orford cedar) était un matériau idéal pour ces séparateurs. Pendant la Seconde Guerre mondiale, la demande pour les séparateurs de batterie équipant les véhicules militaires, les chars et les sous-marins explosera, et l'usine de Coos Bay produira plus de 500 millions de séparateurs rien qu'en 1942. Pendant les années de guerre, la main-d'œuvre de l'usine de séparation de batteries Evans Products à Coos Bay sera composée aux deux tiers de femmes. Grâce à la pression syndicale, les femmes gagneront le même salaire que les hommes pour un travail équivalent.
La société Evans avait une réputation d'innovation et de diversification. Dans les années 1930, l'usine de Coos Bay, outre les séparateurs de batterie, par exemple produisait des traverses de chemin de fer, des poteaux de clôture et des manches à balai . Elle était également le principal producteur de stores vénitiens en Cyprès de Lawson de haute qualité. En 1941 Evans Products qui a des usines partout, jusqu'à Vancouver fabrique de tout, jusqu'aux locomotives,.

## Evans Auto-Railer

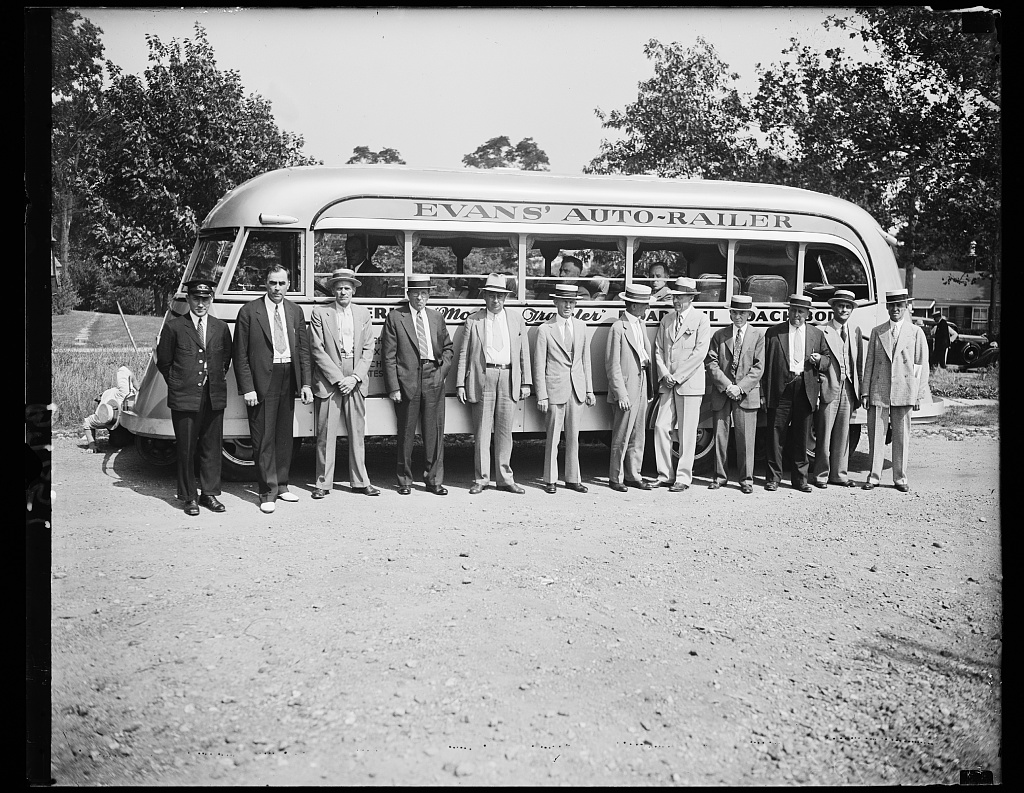
Streamline Bus and Car-Evans. Harris & Ewing Collection. 1935. Bibliothèque du Congrès. Evans Auto-Railer.

Dans les années 1930, Evans Products commercialise l'Evans Auto-Railer, un autobus rail-route,,, donc conçu pour voyager aussi bien sur les routes que sur les voies ferrées. Ses principaux arguments de vente étaient ses opérations flexibles et sa conduite douce et résiliente, résultat du fait que les pneumatiques transportaient le bus sur les rails. En 1938, seize voitures de passagers Auto-Railers ont été vendues au chemin de fer d'Arlington et de Fairfax pour des opérations dans la région de Washington, D.C.. L'Evans Auto-Railer pouvait également transporter du fret de 2,5 à 3 t et rouler sur des voies ferrées mouillées, glacées et enneigées. Durant l'hiver 1934-35, une unité expérimentale a parcouru 2 500 milles,. L'Evans Auto-Railer s'est aussi décliné en Evans Auto-Railer locomotive.
Des Evans Auto-Railers seront commandés par la Défense pendant la Seconde Guerre mondiale,.

## Evans Products Company, Molded Plywood Division

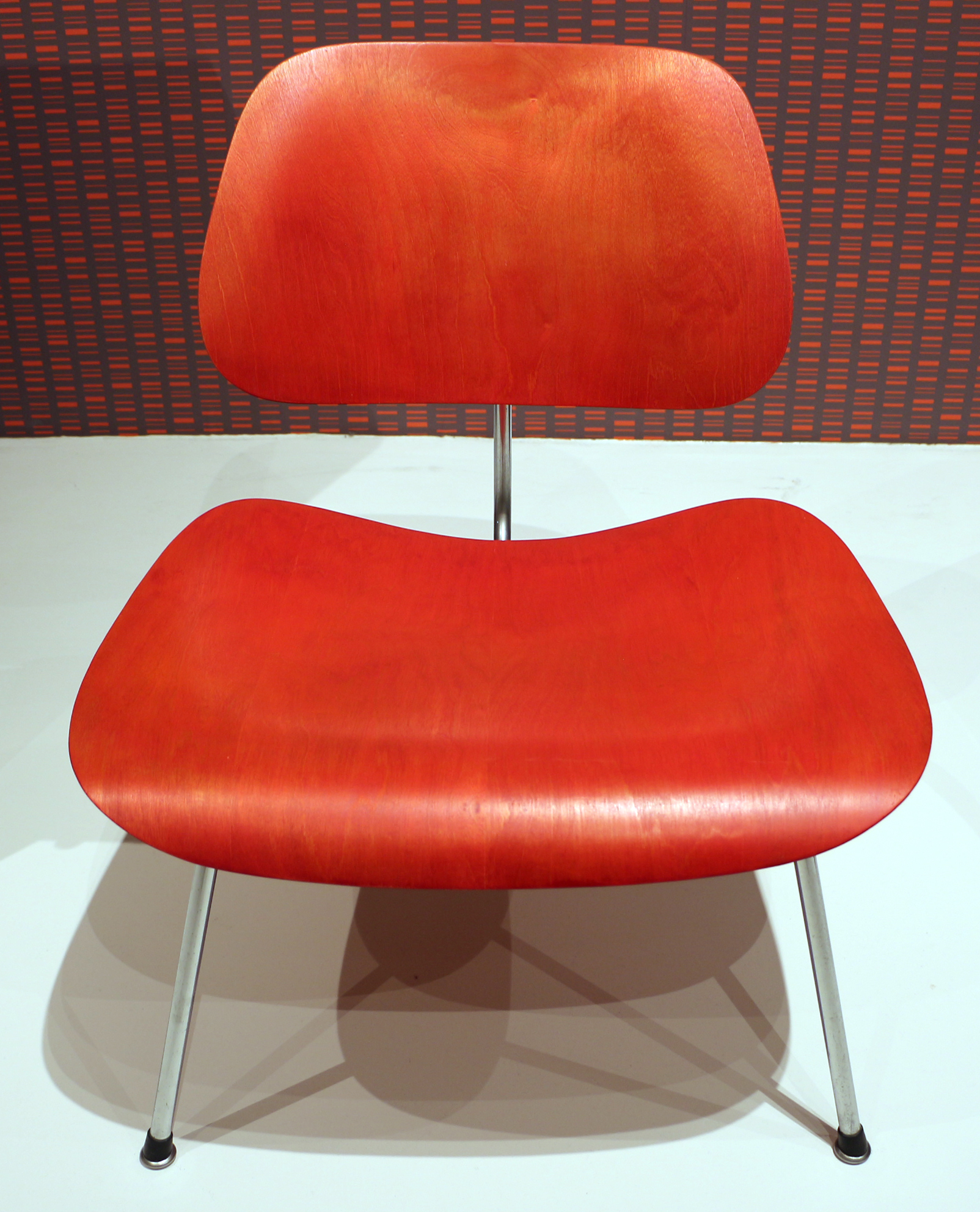
DCW (dining chair wood bas), 1948, Charles Eames (1907-1978); Ray Eames (1912-1988); Distribué par Herman Miller Inc. (Zeeland, Michigan, fondée en 1923); Fabriqué par Evans Products Company, Molded Plywood Division (Venice, Californie, 1943-1949) Contreplaqué de bouleau moulé et courbé et amortisseurs en caoutchouc. Milwaukee Art Museum

À côté des séparateurs de batterie Evans Products produira également pendant la guerre des supports de mitrailleuses, des équipements de chauffage et de ventilation pour différents véhicules de l'armée, des chauffe-eaux et radiateurs à mazout pour des logements de la défense, des supports de moteur d'avion pour le Corsair, des poutres de train d'atterrissage d'avion, des maisons préfabriquées, des accessoires de manutention, etc.,. Elle équipera aussi les chars russes en systèmes de chauffages.
En 1943, Evans racheta la Plyformed Wood Company, société formée en 1942 par le designer Charles Eames et John Entenza. Eames avaient obtenu un marché de l'US Navy pour la fabrication d'attelles médicales en contreplaqué moulé,. La Molded Plywood Division de Evans Products est formée et Eames placé à la tête de la recherche et du développement. Le sous-traitant de Venice à Los Angeles a commencé la production d'attelles et de brancards et mené des recherches intensives sur l'utilisation de pièces moulées en contreplaqué dans la construction aéronautique. Le General Airborne Transport XCG-16 de Hawley Bowlus, est construit dans les ateliers de Evans Products à Los Angeles.
Le premier mobilier des Eames fut produit par Evans Products, notamment dans leur usine de Coos Bay. Herman Miller acquit les droits sur le mobilier de Eames en 1949.

## 1945-1960
À la fin de la guerre, Evans Products a déplacé une partie de ses activités de Fullerton Avenue à Détroit vers le township de Plymouth au Michigan, Eckles Road, dans une usine construite par le gouvernement britannique à l'époque du prêt-bail (Elle avait été utilisée par Kelsey-Haves pour produire des mitrailleuses de calibre 50 pour la Grande-Bretagne). Tandis que la branche occidentale de Evans Products était localisée à Portland en Oregon. La demande en contreplaqué de l'après-guerre a assuré la prospérité d'usine telle que celle de Coos Bay, au moins jusqu'à la fin des années 1950.
Edward S. Evans est décédé en 1945. Avant qu'il ne décède, les deux fils jumeau du Colonel, Edward S. Jr. et Robert B., s'étaient joints à lui pour diriger l'entreprise qui était désormais cotée au New York Stock Exchange. Edward a été élu président de la société ; le frère jumeau d'Edward, Robert, vice-président. Les fils ont poursuivi le modèle de diversification établi par leur père, et l'entreprise a prospéré. Ils ont réintégré le domaine du contreplaqué dans l'Oregon, ont ajouté les vélos aux produits fabriqués à Plymouth (Sous la marque « Evans-Colson », ils lancent l'aerocycle), ont acquis Haskelite Corporation à Grand Rapids, et fait prospérer l'entreprise à un point tel qu'elle figurait sur la liste Fortune des 500 meilleures entreprises industrielles des États-Unis pendant cette période.
En 1955, Evans Products a cédé plusieurs petites entreprises à son vice-président exécutif et fils du fondateur, Robert Beverley Evans, Sr (en). Ces entreprises sont devenues Evans Industries, dont les activités ont culminé avec l'acquisition d'un grand bloc d'actions d'American Motors Corporation, dont il était président du conseil d'administration en 1966. Evans Industries en 2022 continuait de rechercher et d'investir dans de petites entreprises de produits d'ingénierie, en particulier dans l'industrie de la manutention. La société est maintenant dirigée par, Robert B. Evans, Jr. , fils du fondateur,.

## Les années Orloff
En 1961, Monford Orloff (en), PDG d'Aberdeen Plywood and Veneers Inc., a orchestré une fusion avec Evans Products basé à Plymouth, Michigan, devenant président d'Evans Products et déplaçant le siège social à Portland, Oregon. Lorsque la transaction a été conclue, Orloff le principal propriétaire de l'entreprise d'Aberdeen possédait plus d'actions d'Evans Products que les frères Evans et ils ont perdu le contrôle de l'entreprise. Edward Evans. Jr. qui habitait alors dans une ferme en Virginie, est resté membre du conseil d'administration d'Evans Products,,.
Au printemps 1962, la principale usine de production de Coos Bay, dans l'Oregon, a fermé définitivement ses portes. En hommage au fondateur, une section voisine de l'autoroute 101 a été nommée Evans Boulevard.
La marque Evans Products a été brevetée en 1965 conformément au Lanham Act. L'identité visuelle d'Evans a changé au fil des ans, abandonnant le logo en forme de croix.
Dans les années 1960, Evans Products était une entreprise de produits forestiers, diversifiée dans les domaines connexes de la construction de maisons, les articles ménagers, le transport et la vente au détail de produits de construction. Evans Products crée cette dernière division, par acquisition de a Moore's en 1965, une entreprise implantée à Richmond en Virginie; et en 1969, Grossman's, pour 801 000 $ en espèces et 572 000 actions, une entreprise familiale implantée en Nouvelle-Angleterre, à New York et en Pennsylvanie, et qui exploitait alors 81 magasins de matériaux de construction. Malgré le nouveau propriétaire, la direction de Grossman 's, composée principalement de membres de la famille Grossman, est restée en place,.
Dans les années 1970, Evans Products est devenu un modèle d'intégration verticale: fabricant, grossiste et détaillant intégré de produits de construction: bois d'œuvre, contreplaqué, panneaux durs et panneaux de particules etc. elle maintient également une chaîne de plus de 150 magasins de matériaux de construction ISO; c'était alors la deuxième plus grande chaîne de Home center aux États-Unis. Les magasins sont exploités sous les noms de Grossman's et Moore's et sont situés pour la plupart dans les États du Mid-Atlantic et dans quelques États du Midwest et du Sud. Ces magasins de détail ont tous les aspects de supermarchés de matériaux de construction de type do-it-yourself. Evans Products s'occupe également de maisons préfabriquées.,.
En 1970 Evans Products est la 266e plus grande société industrielle des États-Unis.
Evans Products également commercialise des équipements de prévention des dommages pour les wagons et camions de fret ferroviaire, des appareils de chauffage et des climatiseurs pour camions, des racks de manutention et des pièces moulées en acier sur les marchés industriels. C'est aussi le cinquième plus grand bailleur de wagons qu'elle fabrique également. Fin des années 1970, Evans Products possède une flotte de location de près de 25 000 wagons et 1 700 remorques de camions et compte environ 240 magasins de détail. La société compte alors environ 12 300 employés,.
En 1972, Orloff a démissionné de Evans mais est revenu deux ans plus tard, en raison de l'augmentations des taux d'intérêt et des réductions des mises en chantier, entraînant des pertes massives pour Evans Products (la société a vu son action passer de 13 $ à 2 $ par action), Il a alors supprimé de nombreux secteurs déficitaires de l'entreprise, redonnant confiance à ses investisseurs. En 1979, le cours de l'action d'Evans a rebondi et la société a réalisé un chiffre d'affaires annuel de 1,5 milliard de dollars. Orloff est resté en tant que consultant jusqu'en 1985, date à laquelle il est devenu président de FEI Corporation à Hillsboro, Oregon.

## Les années Posner
En 1983, Evans Products a été reprise par le raider Victor Posner, via la Sharon Steel Corporation, une société qu'il avait pillée des années plus tôt et qu'il contrôlait,,,. En mars 1980, Sharon Steel a acheté une participation de 5,3 pour cent dans Evans ; et début 1982, Posner contrôlait 42 pour cent des actions de la société. En février 1982, Sharon Steel et Evans acceptèrent provisoirement de fusionner. À cette époque, Maurice Grossman était président de la division de vente au détail d'Evans, son unité la plus importante et la plus rentable. Au cours des six premiers mois de 1982, Evans a enregistré des pertes de 12 millions de dollars, et la société afin de lever des fonds. a décidé de vendre son unité la plus rentable, la division de produits de construction au détail de 340 magasins. Mais fin 1982, elle n'avait toujours pas trouvé de repreneur.
En avril 1983, les banques à qui Evans devait de l'argent refusèrent d'autoriser la fusion avec Sharon Steel. Posner a pris la direction de l'entreprise et annoncé que le siège social de l'entreprise serait transféré dans un hôtel résidentiel hautement sécurisé où Posner vivait à Miami en avril 1984. En apprenant cette nouvelle, un certain nombre de cadres supérieurs d'Evans Products ont démissionné de leurs postes. La société a enregistré des pertes de 64,8 millions de dollars en 1982 et un déficit de 63,9 millions de dollars en 1983,.
Le 11 mars 1985, Evans Products et plusieurs de ses filiales (étaient compris dans la demande Grossman's, Lindsley's Lumber, PIC Holding Co., Evans Financial Corp., HMC Funding Corp., Evans Steel City Inc. et Rand Acceptance Corp) ont déposé une demande de redressement devant la United States bankruptcy court (en) de Floride en vertu du Chapitre 11 de la loi sur les faillites (« Florida Bankruptcy »),,.
Les créanciers de l'entreprise ont rejeté un plan qui aurait permis à Posner de conserver une partie de sa participation dans l'entreprise. Au plus fort de la cirse ils ont accusé celui-ci d'avoir privé l'entreprise de ses liquidités. Posner a été condamné pour fraude et évasion fiscale à une amende de 6 millions de dollars ; la SEC lui a aussi interdit de participer à vie à la gestion d'une entreprise publique ; mais pas avant que ses déprédations n’aient écrasé ce qui restait de la valeur actionnariale d’Evans. Chaque année de l'agonie de Evans Products, Posner gagnait plus de 23 millions de dollars et était de loin le cadre le mieux payé d'Amérique.
Evans Products a été dissoute et Grossman's devenu l'entreprise faitière a émergé de la faillite en novembre 1986,,. Moore's a survécu, devenant une filiale de Grossman's Inc. (en 1989, Moore's a été vendu pour 85 millions de dollars à Harrisons & Crosfield Plc, une société basée à Londres).
En août 1987, l'homme d'affaire Sam Zell (en), pour environ 300 millions de dollars, a acquis environ 20 000 wagons et actifs associés de la flotte de Evans Products, auprès de Evans Asset Holding Company (EAHC) une société créée pour définir et vendre les actifs restants du groupe dans les Etats du Delaware, du Minnesota, de l'Illinois, de l'Oregon et du Michigan,, ,.

## Grossman's, Jeld-Wen
Conformément au plan des débiteurs, Evans Products réorganisée a pris le nom de sa filiale, Grossman's, Inc. en 1986.
Maurice Grossman qui avait quitté Evans Products en avril 1984, est revenu pour prendre le contrôle de Grossman's Inc. qui comptait toujours 7 800 employés. L'entreprise a prospéré brièvement, mais a été durement touchée par la concurrence accrue des années 1990, par des entreprises de distribution comme Home Depot qui intégraient pleinement les nouveaux concepts de vente du type  « Big-box store (en) », et proposaient une gamme de produits plus large.
Grossman's a fermé les 60 derniers magasins du même nom en 1996, ; ou les a éventuellement réorganisés en « Grossman's Bargain Outlet »
11 ans après sa fondation, le 7 avril 1997, Grossman's a de nouveau déposé une demande de redressement en vertu du Chapitre 11 de la loi sur les faillites cette fois auprès du tribunal des faillites du Delaware. Conformément au plan de réorganisation de Grossman dans le Delaware, Jeld-Wen (en) a acquis une participation majoritaire dans les actions de Grossman's, et a finalement acquis le solde des actions de Grossman's, fusionnant les sociétés en mars 1999, avec Jeld-Wen seul survivant. Jeld-Wen est alors devenu légalement le successeur d'Evans Products,,,.
Grossman's Inc.à Stoughton au Massachusetts en tant que filiale de Jeld-Wen employait toujours 1 200 employés.
En 2006, E.C. Barton & Co a acquis auprès de Jeld-Wen Inc., la chaîne Grossman's Bargain Outlet constituée de 56 magasins,,,.

## Vidéo
- (en) « The Evans Auto Railer in Jackson, Michigan, 1935 A.I. Enhanced & Colorized » (consulté le 15 décembre 2022)
- « Grossman's (Hardware Store) Commercials - 1986 to 1991 » (consulté le 26 janvier 2024)